# Ciemny Wądół
Ciemny Wądół (niem. Scheibental) – zalesiona, głęboko wcięta w granitognejsowym podłożu dolina, w regionie Gór Izerskich (w dolinie Mrożynki w północno-zachodnim zboczu Kowalówki).